# Ісаак Зіда
Ісаак Якуба Зіда (фр. Isaac Yacouba Zida, нар. 16 листопада 1965 Верхня Вольта) — державний і військовий діяч Буркіна Фасо; екс-начальник охорони президента Блеза Компаоре; виконувач обов'язків президента (1 листопада — 17 листопада 2014 року) і прем'єр-міністр Буркіна-Фасо 1 листопада 2014 — 7 січня 2016 року. Був позбавлений цієї посади на тиждень 16 — 23 вересня 2015 року, через спробу перевороту.

## Біографія
Під час повстання в Буркіна Фасо, 31 жовтня 2014 року військові оголосили про те, що Компаоре більше не керує країною. В оприлюдненій заяві від імені Компаоре говориться, що протягом 90 днів в Буркіна-Фасо повинні пройти вибори. Після відставки президента його функції на себе поклав Оноре Траоре, ставши одночасно і міністром оборони Буркіна Фасо.
Наступного дня, вранці 1 листопада протягом декількох хвилин в столиці була чутна інтенсивна перестрілка в районі президентського палацу. У збройних силах стався розкол. Так, заступник голови президентської гвардії підполковник Ісак Зіда в телезверненні заявив про взяття на себе ролі глави держави, сказавши, що «цивільні і збройні сили вирішили взяти долю народу в руки», «молодь Буркіна-Фасо дорого заплатила. Я хочу запевнити їх, що їх прагнення до демократичних змін не буде віддано або піддано розчаруванню», «я покладаю на себе обов'язки президента і закликаю Економічне співтовариство країн Західної Африки і міжнародне співтовариство продемонструвати своє розуміння і підтримку новим властям», а «склад перехідного органу буде оголошений пізніше». Він також повідомив, що всі армійські корпуси, в тому числі полки президентської гвардії перейшли на сторону народу, і оголосивши про свій набір надзвичайних заходів, розгорнув свої війська на вулицях.
Увечері, за підсумками наради військового керівництва Буркіна-Фасо, Державним лідером на перехідний період військові обрали одноголосно підполковника Ісаака Зіда. Документ про його призначення підписав начальник генштабу збройних сил країни Оноре Траоре. Раніше він повідомляв, що сам займе президентське крісло. Таким чином, говорити про другий переворот за добу не доводиться.
17 листопада 2014 року тимчасово виконувати обов'язки президента став Мішель Кафандо. Ісаак Зіда залишився главою перехідного уряду. 23 листопада 2014, Мішель Кафандо затвердив уряд Ісаака, в якому Зіда, крім прем'єр-міністра, обійняв посаду міністра оборони.
16 вересню 2015 року зміщений в результаті військового перевороту і заарештовано разом з в. о. президента Кафандо. Проте під тиском світової спільноти був відновлений на цю посаду через тиждень.